# Marstonia castor
Marstonia castor е вид коремоного от семейство Hydrobiidae. Видът е критично застрашен от изчезване.

## Разпространение
Разпространен е в САЩ (Джорджия).